# Wiechenberg

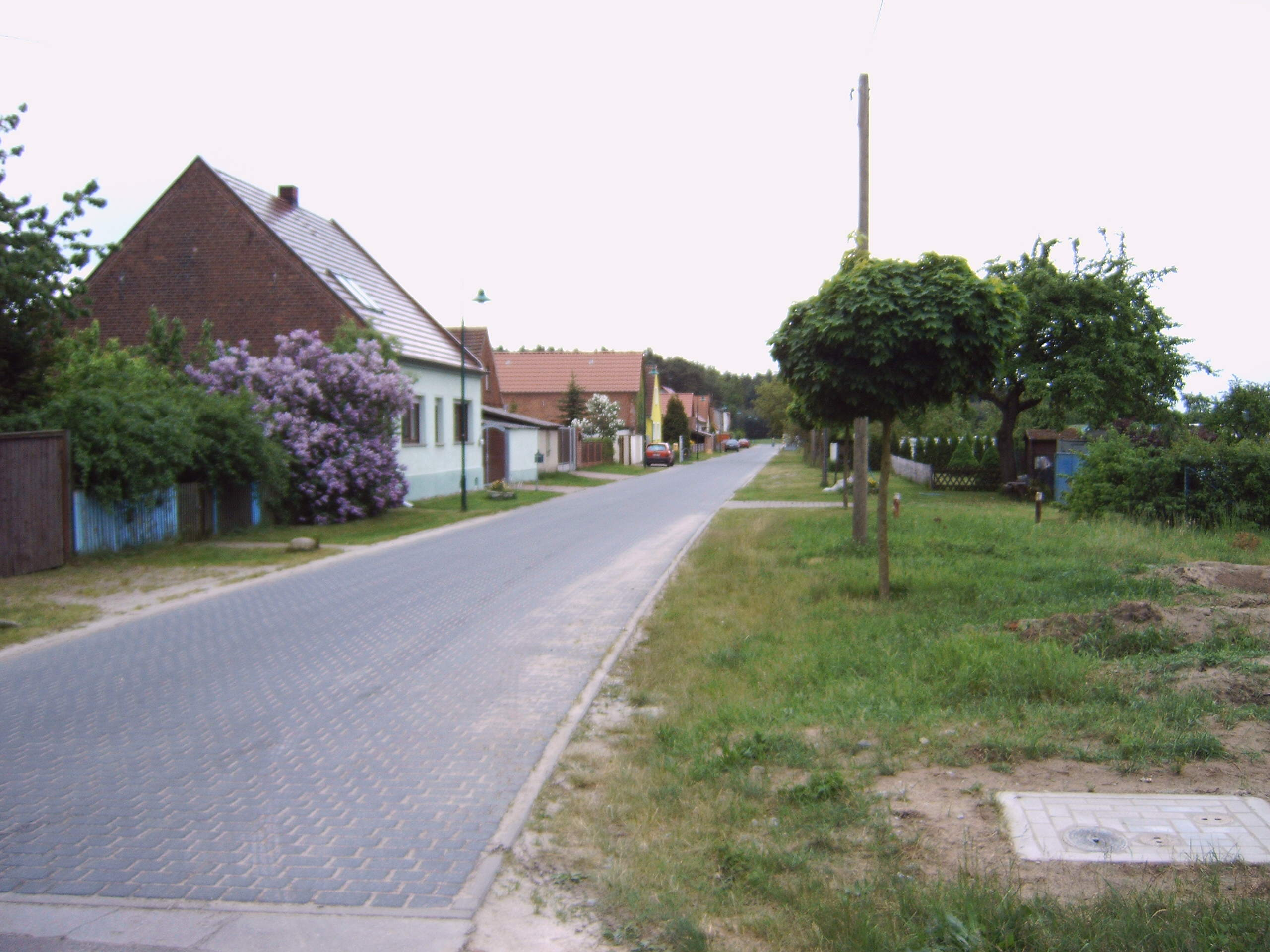
Wiechenberg

Wiechenberg ist ein Ortsteil des heute zur Stadt Genthin gehörenden Dorfes Parchen in Sachsen-Anhalt.
Das 34 Einwohner (Dezember 2016) zählende Straßendorf Wiechenberg liegt auf halbem Weg zwischen Genthin und Parchen etwa 500 m südöstlich der B 1. 

## Geschichte
Nach dem Ende des Siebenjährigen Kriegs (1756–1763) wurden Gemeinden per königlicher Order verpflichtet, zur Wiedereingliederung von ehemaligen Soldaten Kleinsiedlerstellen zu schaffen, so auch Parchen. Von 1765 bis 1770 wurden daher unter dem Wiechenberg zunächst 13 mit Weide- und Holzrechten ausgestattete Kolonistenstellen eingerichtet, auf die Soldaten, Tagelöhner, Bauern, Torfstecher und -händler, sowie Handwerker angesiedelt wurden. Die Ansiedlung gerade in dieser von Parchen entfernten Lage war der Planung einer umfangreichen Melioration des Fiener geschuldet. Hierfür benötigte Arbeitskräfte sollten am Rand des Meliorationsgebietes ansässig werden.
Die für den Bau der 13 Einfamilienhäuser erforderlichen Baumaterialien stellte die Gemeinde Parchen und der Staat Preußen zur Verfügung. Die Häuser wurden alle auf der südöstlichen Seite der Straße angelegt. Auf der gegenüberliegenden Seite befanden sich schmale zu den Hausstellen gehörende Felder. 
Zunächst trug der Ort den Namen Kolonie Birkheide, Birkeide oder auch Birkhaider. Dieser Name bezog sich auf die ursprünglich umliegenden Birkenwälder.
Im Jahr 1782 wurden in Wiechenberg 14 Wohnhäuser und 49 Einwohner gezählt, 1852 waren es wieder nur 13 Gehöfte. Seit circa 1850 trägt die Ortschaft ihren heutigen Namen, der sich vom anliegenden kleinen Höhenzug ableitet. Wirtschaftlich lebte Wiechenberg von Handwerk und Landwirtschaft.
Im Jahr 1910 entstand auf dem Wiechenberg direkt an der heutigen B 1 eine Gaststätte mit Saal, die 1950 noch um ein Torhaus erweitert wurde. Das Restaurant war eine beliebte Ausflugsgaststätte und war bis 1984 als Lokal in Betrieb.
1961 entstand ein Löschwasserteich mit einem Fassungsvermögen von 100.000 Litern. Der Anschluss Wiechenbergs an die zentrale Trinkwasserversorgung erfolgte erst 1991.
Im Jahr 1998 wurde Wiechenberg in das Dorferneuerungsprogramm aufgenommen. 1999 erfolgte die Erneuerung der Zufahrtsstraße zur B 1 inklusive Geh- und Radweg, sowie einer Straßenbeleuchtung. Auch wurden 125 Feldahorne gepflanzt.

## Wirtschaft
In Wiechenberg besteht eine Autoreparaturwerkstatt mit Lackiererei und Abschleppdienst.